# Окрема ухвала
Окрема ухвала — вид судового рішення, за допомогою якого суд реагує на виявлені під час судового розгляду порушення законності, а також причини та умови, що цьому сприяли.
Суд, виявивши під час розгляду справи порушення закону і встановивши причини та умови, що сприяли вчиненню порушення, може постановити окрему ухвалу і направити її відповідним особам чи органам для вжиття заходів щодо усунення цих причин та умов. Про вжиті заходи протягом місяця з дня надходження окремої ухвали повинно бути повідомлено суд, який постановив окрему ухвалу.
Окремі ухвали є засобом зміцнення законності та правопорядку, сприяють усуненню недоліків у діяльності державних органів, громадських організацій і посадових осіб, запобігають вчиненню злочинів та інших правопорушень, впливають на формування у громадян поваги до права та становлять важливу частину діяльності судів.
Інститут окремих ухвал з'явився у радянському процесуальному праві у 1960-х роках.
Винесення судами окремих ухвал передбачено у процесуальних кодексах України, Республіки Білорусь, Російської Федерації (рос. частное определение), Республіки Казахстан.

## В Україні
Окремі ухвали можуть виносити суди у цивільному (ст. 262 ЦПК), господарському (ст. 246 ГПК), адміністративному (ст. 249 КАСУ) судочинствах. Окремі ухвали / окремі постанови у кримінальному судочинстві існували до введення в дію нового Кримінального процесуального кодексу (20 листопада 2012 року). Їм була присвячена ст. 232 КПК УРСР.
Окрема ухвала суду виноситься в нарадчій кімнаті та викладається у вигляді окремого процесуального документа, який має бути підписаний суддею або усім складом суду.
Вона повинна відповідати вимогам щодо змісту ухвал суду, зокрема мати вступну, мотивувальну та резолютивну частини (за винятком описової).
У судовій практиці раніше зустрічалися випадки, коли окремі ухвали постановлялися щодо позитивних явищ («заохочувальні окремі ухвали»), зокрема з урахуванням пильності, самовідданості певних осіб при охороні громадського порядку тощо.
Окрема ухвала може бути оскаржена особами, інтересів яких вона стосується, незалежно від того, чи беруть вони участь у справі.
Типові приклади окремих ухвал:
Іноді окремі ухвали виносилися одними суддями проти інших: [недоступне посилання з липня 2019], , , , .
Всього станом на 15.12.2023 до Єдиного державного реєстру судових рішень внесену таку кількість окремих ухвал (приблизні значення):
| Кримінальні справи                        |  |  |  |  |  | 1900 |
| Цивільні справи                           |  |  |  |  |  | 5300 |
| Господарські справи                       |  |  |  |  |  | 3400 |
| Адміністративні справи                    |  |  |  |  |  | 3100 |
| Справи про адміністративні правопорушення |  |  |  |  |  | 300  |

Невжиття заходів щодо окремої ухвали суду є адміністративним правопорушенням, за яке передбачена відповідальність у вигляді штрафу (ст. 1856 КпАП). Проте, як свідчить практика, найчастіше окремі ухвали залишалися без належного реагування посадовими особами органів прокуратури та МВС.

### Кодекси
- ЦПК
- ГПК
- КАСУ
- КпАП

### Наукові, публіцистичні джерела
- Гусаров К. В. Особливості окремої ухвали у цивільному судочинстві // Порівняльно-аналітичне право. — 2013. — № 2. — С. 139–141
- Селівончик А. Рішення: Судові змагання // Український юрист. — 2002. — № 5
- Иванова Н. Частное постановление суда — для «частных дел»?(укр.)